# Knitting Factory

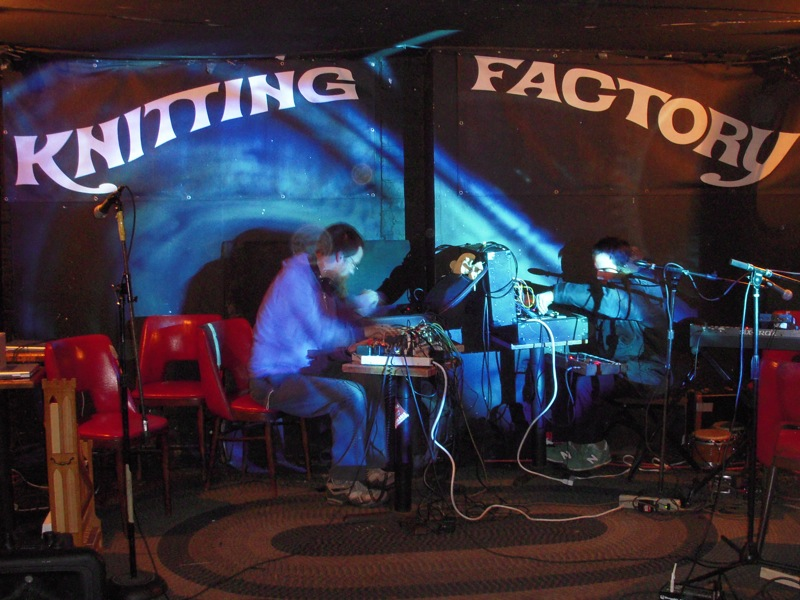
Bühne der Knitting Factory im Jahr 2008

Die Knitting Factory ist ein Club in New York City, der Ende der 1980er- und Anfang der 1990er-Jahre im Stadtbezirk East Village in Manhattan zum Zentrum einer alternativen und Avantgarde-Musikszene von Jazz und Rock wurde. Der Club wurde 1987 von Michael Dorf (* 1963 in Milwaukee) und Louis Spitzer im ersten Stockwerk eines ehemaligen Lagergebäudes für Avon-Produkte gegründet und zog 1994 nach Tribeca und 2009 nach Brooklyn um.
In den 1990er Jahren gründete Dorf außerdem ein übergeordnetes Unternehmen (zunächst KnitMedia, inzwischen Knitting Factory Entertainment (KFE) genannt), das Jazzfestivals veranstaltet hat und neben der Knitting Factory auch eine Konzertagentur, weitere Livemusik-Clubs sowie das Musiklabel Knitting Factory Records (ehemals Knitting Factory Works) betreibt, inklusive mehrerer Sublabel (u. a. Shimmy Disc, Instinct Records und Evolver).

## Geschichte des Clubs

### Vorgeschichte und Gründung (1985–1987)
Michael Dorf hatte 1985 als Student das Management der Band Swamp Thing aus Madison, Wisconsin, übernommen. Es handelte sich um die Band eines alten Freundes, des Gitarristen Bob Appel. In Ermangelung eines Plattenvertrages gründeten Dorf und Appel ein eigenes Plattenlabel namens Flaming Pie Records, auf dem man auch einige weitere Bands veröffentlichte. Um das kommerziell erfolglose Label zu unterstützen und sich selbst über Wasser zu halten, beschloss Dorf, der Mitte 1986 nach New York gezogen war, die Knitting Factory zu gründen. Nach monatelangen Renovierungen der ersten Etage eines etwas heruntergekommenen, ehemaligen Lagerhauses, eröffnete Dorf den Club mit seinem Geschäftspartner Louis Spitzer im Februar 1987 mit einem Konzert der Band Swamp Thing. Zu dieser Zeit waren die Clubräume mit einer Fläche von ca. 185 m² auch zugleich Dorfs Wohnung und Büro der Flaming Pie Records. Der Plan, den Club auch tagsüber als Galerie und Café zu nutzen, hatte nur wenig Erfolg, vor allem zur Enttäuschung Spitzers, der sich sehr für Kunst interessierte. Schon bald stieß Bob Appel hinzu, der zunehmend Spitzers abendliche Aufgaben am Mischpult und in der kleinen Küche des Clubs übernahm. Im August 1987 wurde Appel dann offiziell neuer Geschäftspartner von Dorf; Spitzer widmete sich fortan eigenen Kunstprojekten. Bald darauf verlegte Dorf seine Wohnung und sein Büro in das Stockwerk über dem Club, wo auch eine Bandgarderobe eingerichtet wurde.

### Zentrum des Avantgarde-Jazz (1987–1993)
Innerhalb weniger Monate etablierte man sich als allnächtlicher Veranstaltungsort für Rock, Jazz, Funk, Folk und improvisierte Musik, im Wechsel mit Performance-Kunst, Stand-up-Comedy sowie Tanz-, Film-, Theater- und Lyrikaufführungen. Insbesondere entwickelte sich der Club zu einem Zentrum der New Yorker Avantgarde-Jazz-Szene, die zu dieser Zeit ansonsten wenig Auftrittsmöglichkeiten fand. Als erste Jazzmusiker spielten dort 1987 das Trio von Wayne Horvitz, bald darauf Elliott Sharp, Roy Nathanson und John Zorn, der dort 1989 auch die Premiere seines Projektes Naked City feierte.
Die fünf Nächte dieser Shows fanden erstmals im Erdgeschoss des Gebäudes statt, nachdem man die Räume des dort ansässigen peruanischen Restaurants ebenfalls übernommen hatte. Der Versuch, dort auch ein Restaurant zu betreiben, wurde nach wenigen Monaten abgebrochen. Stattdessen wurde die Küche in einen weiteren Veranstaltungsraum umgewandelt und das ehemalige Restaurant über eine Treppe mit dem ursprünglichen Club verbunden, so dass man nun über drei Stockwerke verfügte.
Bald begann man mit der Aufnahme von Konzerten auf einem 4-Spurrekorder. Diese wurden für wenige Dollar an zunächst 30 Radiostationen abgegeben. Zur ersten Reihe von „Live at the Knitting Factory“ gehörten u. a. Konzerte von John Zorn, Bill Frisell, Fred Frith, Arto Lindsay, Steve Coleman, Ikue Mori und Alva Rogers (Sänger der Band of Susans). Während man mit Flaming Pie Records weiterhin keinen Erfolg hatte, wurde diese Serie von Konzertmitschnitten äußerst erfolgreich; die Anzahl der syndizierten Sender stieg innerhalb von zwei Jahren auf ca. 200, die mit ihren Ausstrahlungen die Knitting Factory landesweit bekannt machten. Durch Hal Willner entstand ein Kontakt zum A&M Records-Label, das zu dieser Zeit seinen Katalog um experimentellere Musik erweitern wollte. Im Oktober 1988 einigte man sich und schloss einen Vertrag über vier Jahre, der es erlaubte, den Club um ein digitales Tonstudio im oberen Stockwerk zu erweitern. In der Folge, zwischen Mai 1989 und Juni 1990, wurden vier Kompilationsalben mit Livemusik aus der Knitting Factory bei A&M veröffentlicht. Da das Label zwischenzeitlich durch Polygram übernommen worden war und von dieser Seite offensichtlich wenig Interesse an der Fortführung der kommerziell eher unbedeutenden Veröffentlichungsreihe bestand, beschlossen Dorf und Appel, die Rechte an den Live-Aufnahmen zu kaufen, um diese später selbständig zu vermarkten.
Um stärkere Aufmerksamkeit zu erhalten, veranstaltete die Knitting Factory im Jahr 1988 ein erstes eigenes Jazzfestival mit dem Namen What Is Jazz?, weitere folgten in den nächsten Jahren. Der finanzielle Gewinn war gering, jedoch stieg durch Zeitungs- und Fernsehberichte die Bekanntheit der Factory, auch in Europa und Japan. Nach einer Anfrage aus den Niederlanden wurde im März 1990 ein „Knitting Factory Festival“ in Groningen veranstaltet, bei dem ca. 30 Musiker aus dem Umfeld des New Yorker Clubs auftraten. Im Jahr 1989 überzeugte man außerdem George Wein, die Knitting Factory und ihre Künstler des „neuen“ Jazz in das Programm des bekannten JVC Jazz Festivals aufzunehmen. 1989 präsentierte der Club fünf Nächte unter dem Motto „The Knitting Factory Goes Uptown“ in der Alice Tully Hall des Lincoln Centers, u. a. mit John Zorn, Charlie Haden, Cassandra Wilson und Cecil Taylor. Nach dem Festival beendete Wein diese Kooperation, verpflichtete in folgenden Jahren jedoch einige der Künstler der Knitting Factory für das JVC-Festival.
In der Knitting Factory traten in diesen Jahren auch Lou Reed, Don Byron, Bob Mould, Vernon Reid und Alex Chilton auf, sowie Bands wie Sonic Youth, They Might Be Giants, Firehose, The Gories, The Lounge Lizards, Violent Femmes, Yo La Tengo, The Jon Spencer Blues Explosion und Soul Coughing, deren Frontmann Mike Doughty mehrere Jahre als Türsteher des Clubs arbeitete; daneben führten Autoren wie Phillip Lopate, Eric Bogosian und Mary Gaitskill regelmäßig Lesungen auf. Auch bereits etablierte Jazzmusiker wie Anthony Braxton, Don Cherry, Dewey Redman, James Blood Ulmer, David Murray, Geri Allen und Oliver Lake wurden schließlich von der sich dort entwickelnden neuen Jazz-Szene angezogen.
Nach dem Erfolg mit dem niederländischen Festival entschlossen sich Dorf und Appel, noch im selben Jahr eine sechswöchige Europa-Tournee (unter anderem nach Schweden, Spanien und Deutschland, inklusive Ost-Berlin) zu organisieren. Man reiste mit zwei Bussen und zwei Shows (mit jeweils 3 Bands, u. a. Sonny Sharrock, Myra Melford und die Jazz Passengers) jeweils in verschiedene Städte. Während schlechte Organisation und mangelnde Einnahmen teilweise zu chaotischen Zuständen führten, berichteten die europäischen Medien überwiegend positiv.
Nachdem man aus diesen Erfahrungen gelernt hatte, gestaltete sich die erste Tournee entlang der US-Westküste im Frühling 1991 deutlich erfolgreicher. Die im Vorfeld der Tour zu Promotionszwecken produzierte CD Knitting Factory Goes to the Northwest war außerdem die erste Veröffentlichung des neuen clubeigenen Plattenlabels Knitting Factory Works. Kurz darauf produzierte man, mit finanzieller Unterstützung des japanischen Major-Labels Tokuma, weitere CDs, u. a. Live-Alben der Bands Defunkt und Jazz Passengers und Studioalben von Chunk und Samm Bennett. Der erste Künstler, der für das neue Label verpflichtet wurde, war jedoch der Modern-Creative-Saxophonist Thomas Chapin, der in der Folge mehrere Platten für das Label aufnahm. Auch dem Free-Jazz-Saxophonisten Charles Gayle gelang auf diesem Label schließlich der Durchbruch mit seinem Album Repent von 1992. Trotz dieser Erfolge war diese Zeit weiterhin von zahlreichen finanziellen Engpässen geprägt, zumal Dorf hohe geschäftliche Risiken einging und häufig Unverständnis erntete. Bob Appel verließ Anfang 1992 das Unternehmen, um als unabhängiger Musikproduzent zu arbeiten.

### Ausbau des Label- und Festivalgeschäfts (1994–2001)
Von Februar 1987 bis April 1994 war der Club in der 47 East Houston Street in Manhattans East Village ansässig gewesen. Von 1994 bis zum Juli 2009 befand sich der Club dann in Tribeca in der 74 Leonard Street zwischen Church Street und Broadway, wo man über mehr Platz und ein moderner ausgestattetes Gebäude verfügte. Neben drei Veranstaltungsräumen mit unterschiedlicher Kapazität – dem „Mainspace“-Saal für die größeren Konzerte mit Platz für 400 Zuschauer, der „Tab Bar“ und der „Afterknit“-Lounge (1998 kam noch „The Old Office“ hinzu) - richtete man auch dort ein professionelles Tonstudio und Büroräume ein. Außerdem rüstete man den Club mit Videotechnik aus und leistete Mitte der 90er Jahre Pionierarbeit auf dem Gebiet des Audio-Livestreamings im Internet.
Obwohl es zwischen Dorf und einigen Vertretern des Avantgarde-Jazz wie John Zorn und John Lurie immer wieder zu geschäftlich und künstlerisch begründeten Problemen kam und der Club zwischenzeitlich von manchem Künstler boykottiert wurde, war die Factory in den neunziger Jahren weiterhin ein wichtiger Bestandteil der New Yorker Jazzszene, wobei auch zahlreiche Indie-Rock-Bands dort auftraten. Außerdem gründete Dorf das dem Club übergeordnete Unternehmen KnitMedia, unter dessen Dach man das Label- und Festivalgeschäft deutlich ausbaute.
So organisierte man weiterhin alljährlich das What Is Jazz?-Festival, das im Jahr 1996 bereits auf eine Dauer von vierzehn Tagen und auf ein Programm mit über 150 teilnehmenden Bands angewachsen war. Neben der Factory wurden zahlreiche weitere Veranstaltungsorte eingebunden (bei teilweise freiem Eintritt), so z. B. Harlem, Battery und Central Park, das World Trade Center und die TriBeCa Hall. Dem traditioneller ausgerichteten JVC Jazz Festival machte man so zunehmend Konkurrenz. Mit zunehmender Größe und Annäherung an den Mainstream war man für die Verpflichtung bekannter Künstler auf die Unterstützung finanzkräftigerer Sponsoren angewiesen. Nachdem man Mitte der neunziger Jahre Heineken als Unterstützer gewinnen konnte, hieß das Festival im Jahr 1998 kurzzeitig Texaco New York Jazz Festival, bevor es in den Jahren 1999 und 2000 zum Bell Atlantic Jazz Festival wurde, das in der Folge jedoch nicht weitergeführt wurde. Bei der Programmgestaltung beschränkte man sich nicht ausschließlich auf Avantgarde- und klassischen Jazz, sondern präsentierte auch Künstler anderer Genres wie Noise-Rock, Klassische Musik, Blues, Lateinamerikanische Musik, Big Band, Klezmer und Electronica.
Mit dem Programm des Jahres 2000 verließ Michael Dorf endgültig die Nische der etwas abseitigen Musik, die er 1987 erschlossen hatte. Er präsentierte innerhalb von elf Tagen über 200 Künstler und Bands, darunter weltbekannte Musiker wie Ornette Coleman, Max Roach & Cecil Taylor, Chick Corea, Los Lobos, Dr. John, das Art Ensemble of Chicago, das Dave Douglas Sextet, Al Green, die Ben Folds Five mit Pharoah Sanders, Elvis Costello, Robert Cray, die Neville Brothers und erneut John Zorn. Dieses Festival, das teilweise per Webcast übertragen wurde, brachte man, auf vier Tage verkürzt, auch nach Washington, Philadelphia und Boston.
Mitte der 90er Jahre entwickelte sich das eigene Label Knitting Factory Works mit seinen Sublabels zu einem wichtigen geschäftlichen Standbein. Anfang 1997 hatte man bereits über 100 Alben und Kompilationen veröffentlicht, darunter vor allem Live- und Studioaufnahmen aufstrebender und schon bekannter Jazzmusiker. Auf dem Sublabel Knit Classic wurden u. a. ältere Alben von Dizzy Gillespie und Rashied Ali wiederveröffentlicht, auf Jewish Alternative Movement (JAM) präsentierte man dagegen Bands und Künstler moderner, jüdisch beeinflusster Musik, wie z. B. die Alben von Hasidic New Wave und Uri Caine.
1998 übernahm man zusätzlich Mark Kramers angeschlagenes Indie-Label Shimmy Disc. Zur gleichen Zeit wurde das Ton- und Masteringstudio der Knit wesentlich erweitert, vor allem dank der vielfältigen Ausrüstung, die man von Kramers aufgelöstem Noise New Jersey-Tonstudio übernehmen konnte. Kramer, der u. a. Live-Gitarrist bei Ween, Half Japanese und Butthole Surfers gewesen war, sowie Produzent von Urge Overkills „Girl, You’ll Be a Woman Soon“, sollte weiterhin als Produzent und A&R-Manager für Shimmy Disc arbeiten, verließ die Knit jedoch kurz darauf nach einem Rechtsstreit mit Michael Dorf.

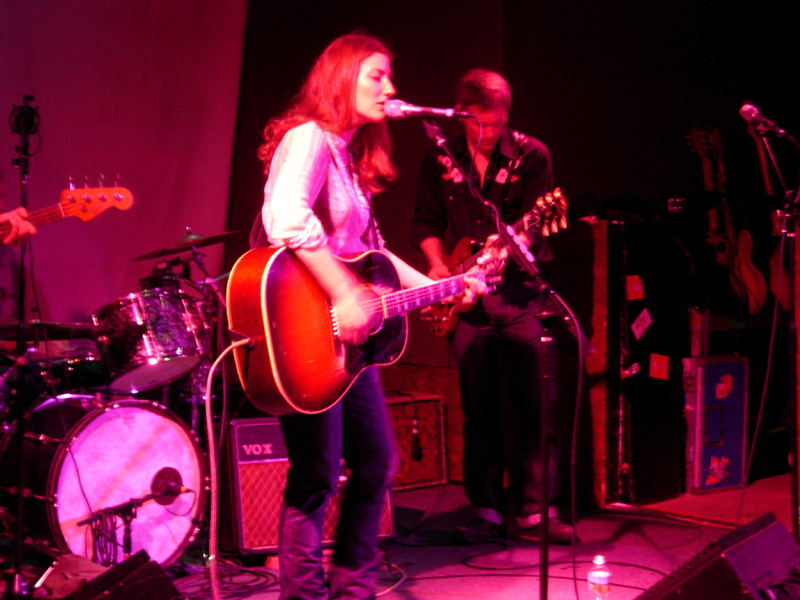
Kathleen Edwards am 23. März 2005 in der Filiale der Knitting Factory in Hollywood

Im Club traten zu dieser Zeit – neben alten Bekannten wie Sonic Youth, John Zorn und Bill Frisell – auch Richie Havens, Marc Ribot, Philip Glass, Medeski, Martin & Wood, die Indigo Girls und die Pixies auf.
Im November 1999 eröffnete man eine erste Musikclub-Filiale in Hollywood, weitere waren zeitweise in London, Paris bzw. Berlin geplant, wurden jedoch nie realisiert. Das Projekt in Hollywood trieb KnitMedia jedoch an den Rand des Konkurses, da die Baukosten explodierten. Nach einer Phase der Konsolidierung wurde man durch massive Umsatzeinbußen in der Folge des 11. September 2001 erneut zurückgeworfen.

### Umbruch (2002 bis heute)
Im Jahr 2002 fusionierte KnitMedia mit dem Plattenlabel Instinct Records, das u. a. die ersten Alben von Moby veröffentlicht hatte. Mit dem Katalog dieses Unternehmens und seiner Sublabels Evolver und Shadow Records verfügte KnitMedia nun über einen Gesamtkatalog von über 800 Titeln.
Nachdem Dorf in der zweiten Hälfte der 1990er Jahre in mehreren Etappen 70 % seiner Anteile am KnitMedia-Unternehmen an verschiedene Geschäftspartner veräußern musste, um frisches Kapital für seine Geschäftserweiterungen zu erhalten und den Konkurs abzuwenden, verlor er im Zuge der Fusion die Kontrolle über das von ihm gegründete Unternehmen.
Jared Hoffman, der Gründer von Instinct Records, übernahm die Leitung von KnitMedia und löste damit Michael Dorf als CEO ab, der im Jahr 2007 auch seine restlichen Firmenanteile verkaufte, jedoch als New Yorker Konzertveranstalter (für Joni Mitchell, Bruce Springsteen, R.E.M., Bob Dylan u. a.) und als Betreiber eines neuen Clubs weiter im Musikgeschäft tätig war.
Im Laufe der 2000er Jahre musste sich der Club an Veränderungen in der New Yorker Club- und Konzertszene anpassen. Während die Knit, auch durch das Ausscheiden Dorfs, weiter an Bedeutung im Bereich des Avantgarde-Jazz und damit an Profil verlor, bewegte man sich zwar weiterhin auch in bestimmten Nischen der lokalen Clubszene, bspw. mit Konzerten im Bereich des Hardcore-Punk, Noise-Rock oder Alternative-Hip-Hop, hatte jedoch mit stark steigenden Mieten und zunehmender Konkurrenz zu kämpfen. Der Wettbewerb mit anderen Clubs und Konzertagenturen wie The Bowery Presents (betreibt u. a. den Bowery Ballroom) und Live Nation führte zu einer geringeren Auslastung des Clubs, obwohl man versuchte, das Profil des Clubs, mit Bands wie Akron/Family, Deerhoof, Dirty Projectors und Deer Tick, zu schärfen.
Mit dem letzten Umzug im September 2009 nach Williamsburg, Brooklyn, 361 Metropolitan Avenue, verkleinerte sich die Knit schließlich und verließ erstmals Manhattan. Der neue Club bietet nunmehr nur noch 300 Besuchern Platz und veranstaltet weiterhin Konzerte mit Bands und Künstlern jenseits des Mainstreams, wie Glassjaw, Hawthorne Heights, The Radio Dept., Wanda Jackson, This Will Destroy You, The Dears, The Lawrence Arms und Gene Ween.
Man expandierte jedoch außerhalb New Yorks. Im Jahr 2006 beteiligte man sich an der Konzertagentur Bravo Entertainment, die man im folgenden Jahr komplett übernahm und die mit Künstlern wie Elton John, Lyle Lovett, James Taylor und LeAnn Rimes eine deutlich kommerziellere Ausrichtung hat, jedoch auf diese Weise mithilft, die Clubs in New York und Los Angeles über Wasser zu halten. Mit ähnlicher Absicht gründete das Mutterunternehmen KFE im Jahr 2008 zwei Clubs mit größeren Kapazitäten (Knitting Factory Concert Houses) in Spokane, Washington und Boise, Idaho (1500 bzw. 1000 Plätze), wo seitdem Indie-Bands wie Ratatat auftraten, jedoch mit Puddle of Mudd und Ted Nugent auch Künstler, die für die New Yorker Filiale absolut untypisch wären.
An den Konzerten des New Yorker Clubs bestand auch weiterhin mediales Interesse. Im Jahr 2007 ging man mit dem Radiosender XMU einen Exklusivvertrag für Konzertübertragungen ein. Zuvor wurde auf dem Kabelsender BET Jazz einige Jahre lang die Musiksendung Live from the Knittery Factory ausgestrahlt.